# ورزشگاه پاسارون
ورزشگاه پاسارون (به اسپانیایی: Estadio Pasarón) با ظرفیت ۱۲٬۵۰۰ نفر یکی از ورزشگاه‌های فوتبال کشور اسپانیا است که در شهر پنتبدرا ایالت گالیسیا واقع شده‌است. این ورزشگاه در سال ۱۹۶۵ بازگشایی شد و در حال حاضر بازی‌های خانگی باشگاه فوتبال پنتبدرا در آن برگزار می‌گردد.